# Mauro Serafini
Mauro Serafini (* 7. April 1859 in Rom, Kirchenstaat als Carlo Serafini; † 2. April 1925 in Rom, Königreich Italien) war ein italienischer Mönch.

## Leben
Mauro Serafini wurde 1859 in Rom geboren. Mit 16 Jahren trat er in die Abtei Montevergine ein. 1876 legte er dort seine einfache Profess ab. Er studierte Philosophie und Theologie an der Päpstlichen Universität Gregoriana und lebte im Kollege Sant’Ambrogio della Massima. Nach seinem Abschluss in Theologie legte er die feierliche Profess ab und wurde zum Diakon geweiht. 1881 wurde er in das Kloster St. Maria von Nibrett auf Malta versetzt. Im Dezember 1882 wurde er zum Priester geweiht. 1884 wurde St. Maria von Nibrett geschlossen und er ging in das Kloster San Giuliano in Genua. 1891 wurde er Klerikermagister im Kloster Torrechiara, 1893 wurde er zum Prior-Administrator gewählt und 1896 zum Abt.
Im September 1900 wurde er als Nachfolger seines leiblichen Bruders, Domenico Serafini, zum Generalabt der Sublazenser Kongregation und hatte das Amt bis 1920 inne. Von 1915 bis 1917 war er Apostolischer Administrator der Territorialabtei Subiaco. 1918 wurde er Sekretär der Religiosenkongregation.